# Stilbaai
Stilbaai is een dorp met 3500 inwoners, aan de kust in de regio West-Kaap in Zuid-Afrika, in de buurt van de Plattenbergbaai. De baai staat ook bekend als Baai van die slapende skoonheid.

## Subplaatsen
Het nationaal instituut voor de statistiek, Stats SA, deelt sinds de census 2011 deze hoofdplaats in in 2 zogenaamde subplaatsen (sub place):
Still Bay-East 1 • Still Bay-West.